# Edgar Wijngaarde

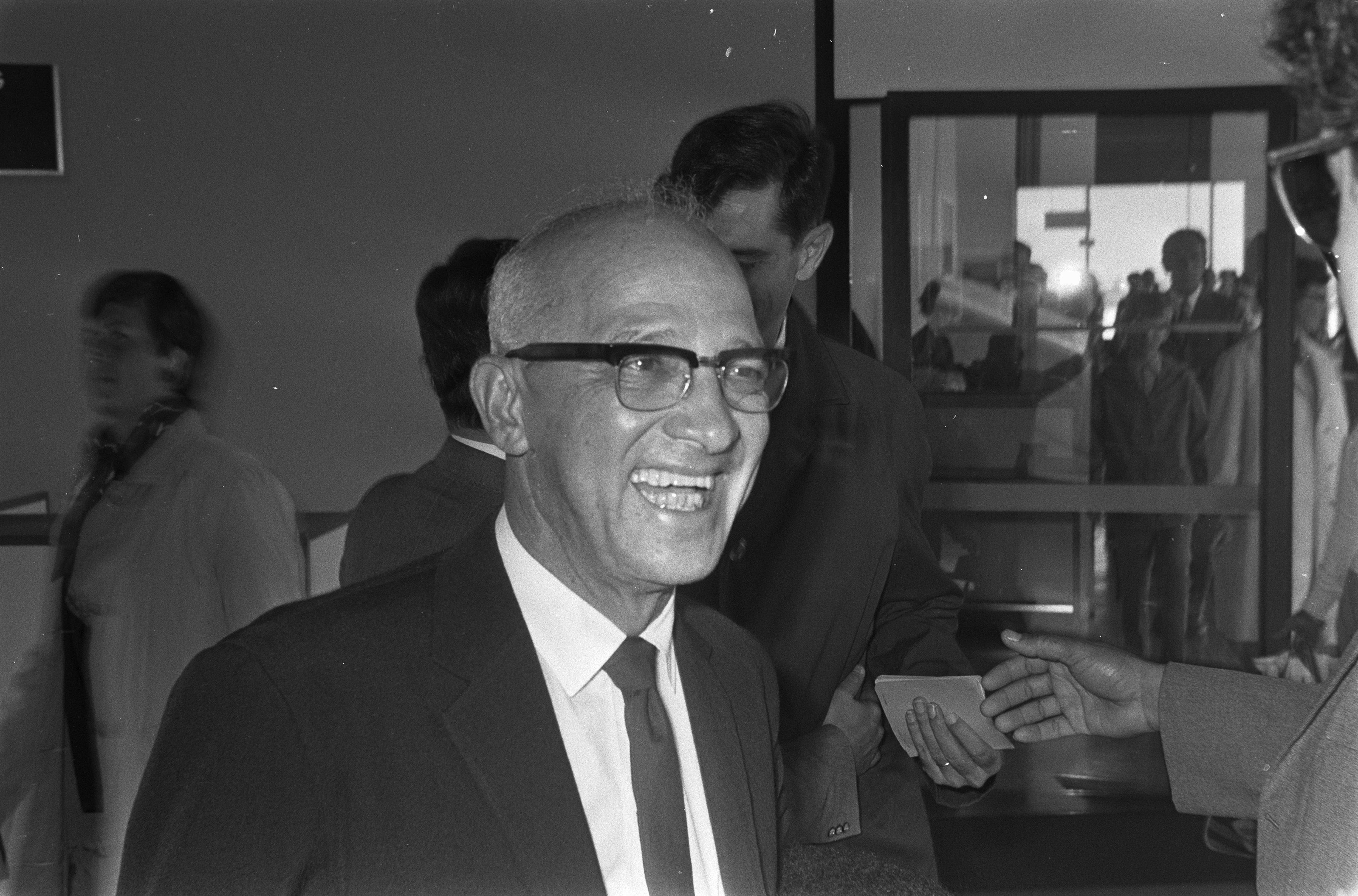
Edgar Wijngaarde in 1969.

Edgar Wijngaarde (Paramaribo, 20 mei 1912 – Amsterdam, 22 april 1997) was een Surinaams ondernemer en politicus.

## Biografie
Edgar Wijngaarde was medeoprichter van hotel Torarica en de verzekeringsmaatschappij De Nationale.
Begin 1969 viel het Kabinet-Pengel II, waarna Wijngaarde minister van Financiën werd in het interim-kabinet May.
Zijn zoon Frank Wijngaarde, die journalist was bij het radiostation ABC, werd bij de Decembermoorden in 1982 vermoord. Van de vijftien slachtoffers was hij de enige met de Nederlandse nationaliteit. Toen de militaire autoriteiten enkele dagen later het lichaam vrijgaven, kreeg Edgar Wijngaarde twee uur de tijd om een begrafenis te regelen. Na deze spoedbegrafenis vluchtte hij meteen naar Nederland, waar hij op 70-jarige leeftijd zonder enige financiële middelen aankwam.
In januari 1983 richtte Edgar Wijngaarde samen met onder anderen Henk Chin A Sen de Raad voor de Bevrijding van Suriname op. In september van dat jaar verliet hij die raad samen met Fred Marte vanwege meningsverschillen, waarbij ze werden opgevolgd door Anita Ligeon en Paul Somohardjo. Later zei Wijngaarde hierover: "Verzet is oorlog. Maar sommige leden van de raad wilden een salaris, wilden een onkostenvergoeding. Dat maakte mij woedend. Dat was geen verzet." Met van zijn kinderen geleend geld kon hij geld verdienen op de beurs waarvan hij een deel gebruikte om het Junglecommando van Ronnie Brunswijk financieel te ondersteunen.
In december 1992 bezocht hij samen met een groep nabestaanden ter herdenking van die Decembermoorden voor het eerst weer Suriname.
In 1997 overleed Wijngaarde in zijn woonplaats Amsterdam op 84-jarige leeftijd.
Zijn broer Percy Wijngaarde was journalist en kranteneigenaar maar ook politicus en diplomaat.

## Over Edgar Wijngaarde
- Ik verzeker je; een bundel ter ere van Edgar Wijngaarde. Onder redactie van Noraly Beyer en Lou Lichtveld. Paramaribo: Assuria, 1992.

- Library of Congress Control Number: no2015094760
- Virtual International Authority File: 316879416
- WorldCat: E39PBJcKKkRFdvT68fW9XhFFrq